# Ophiopogon pseudotonkinensis
Ophiopogon pseudotonkinensis är en sparrisväxtart som beskrevs av Ding Fang. Ophiopogon pseudotonkinensis ingår i släktet Ophiopogon och familjen sparrisväxter. Inga underarter finns listade i Catalogue of Life.